# أشباه أبو مليسيات
أشباه أبو مليسيات أو أبو مليسيات (الاسم العلمي: Blenniiformes)، رتبة أسماك بحرية من شعاعيات الزعانف. تم وصف حوالي 151 جنسًا وما يقرب من 900 نوعًا داخل الرتبة.

## الموطن
تنتشر على نطاق واسع في المياه الساحلية، وكثيرًا ما تكون وفيرة ويسهل ملاحظتها، مما جعلها موضوعًا للعديد من الدراسات البيئية والسلوكية.